# Erasmushuis (Rotterdam)
Het Erasmushuis is een kantoorgebouw uit 1939 aan de Coolsingel in Rotterdam. Het werd ontworpen door architect Willem Marinus Dudok. Vanwege de cultuurhistorische, architectuurhistorische en stedebouwkundige waarde is het in 2000 opgenomen in het Rijksmonumentenregister.

## Geschiedenis
Het in functionalistische stijl opgetrokken gebouw omvat naast een 35 meter hoge toren van twaalf verdiepingen een lagere vleugel die op zes meter hoge pilaren staat. De bedoeling van deze pilaren was dat de doorkijk van de Coolsingel naar de tuin van het Schielandshuis gehandhaafd zou blijven. Boven een plint van zwart Zweeds graniet zijn de gevels uitgevoerd in geglazuurde baksteen.
Het Erasmushuis was na de Bijenkorf het tweede gebouw dat Dudok realiseerde aan het Van Hogendorpsplein. Dit plein moest dezelfde allure krijgen als het Hofplein.
Het gebouw overleefde het bombardement op Rotterdam, net als het stadhuis en het toenmalige postkantoor en enkele andere gebouwen aan de Coolsingel. In juli 1945 werd het beeld van Erasmus, dat de oorlogsjaren in een bunker in de tuin van het Boijmansmuseum had doorgebracht, voor het pand geplaatst. Hierop besloot de hoofdhuurder, de Hollandsche Bank-Unie, het gebouw te sieren met de naam 'Erasmushuis'. In verband met de aanleg van de metro is het beeld in 1964 verplaatst naar het Grotekerkplein.
De Hollandsche Bank-Unie was sinds de oplevering de grootste huurder en kocht het pand in de jaren zestig. Het Erasmushuis kwam vanwege de drieletterige lichtreclame op het dak ook bekend te staan als HBU-gebouw. De HBU is in 2010 overgenomen door de Deutsche Bank, onderdeel van ABN AMRO. In 2011 werd de reclame verwijderd en vervangen door het logo van de Deutsche Bank. Anders bij de meeste filialen van die bank het geval is, werd de naam 'Deutsche Bank' niet vermeld, de welstandscommissie zich verzette tegen veranderingen aan de gevel. In 2013 verliet de Deutsche Bank het gebouw weer. Het pand is sinds 2015 in gebruik bij het bedrijf 'Frame Offices' dat ruimtes flexibel verhuurt. Op de begane grond is een horecagelegenheid gevestigd.
In 1986 is een halfronde uitbouw in zwart marmer aan het gebouw toegevoegd. In 1987 zijn de stalen raamkozijnen wegens roestvorming vervangen door aluminium en is het enkel glas vervangen door speciaal gecoate dubbelglas-ramen; hierdoor is het oorspronkelijke uiterlijk gewijzigd.

## Fotogalerij

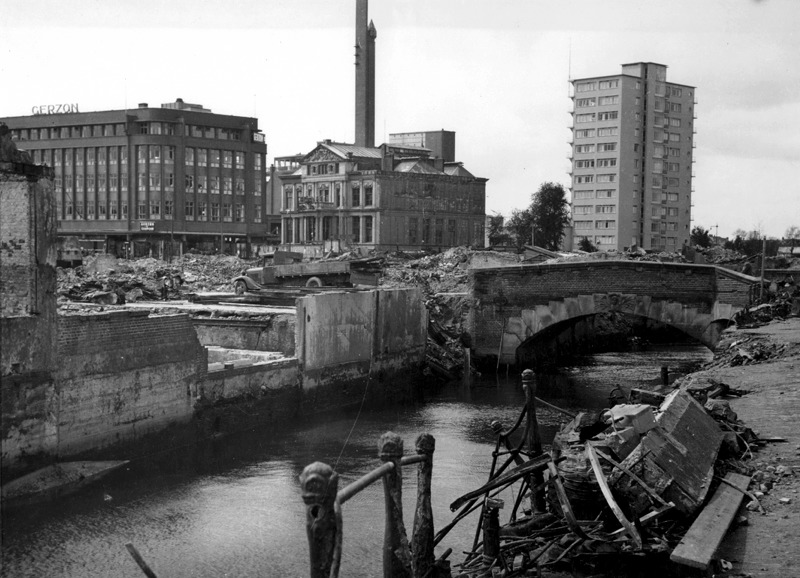
Het gebouw in 1940 tussen de verwoestingen van het bombardement.
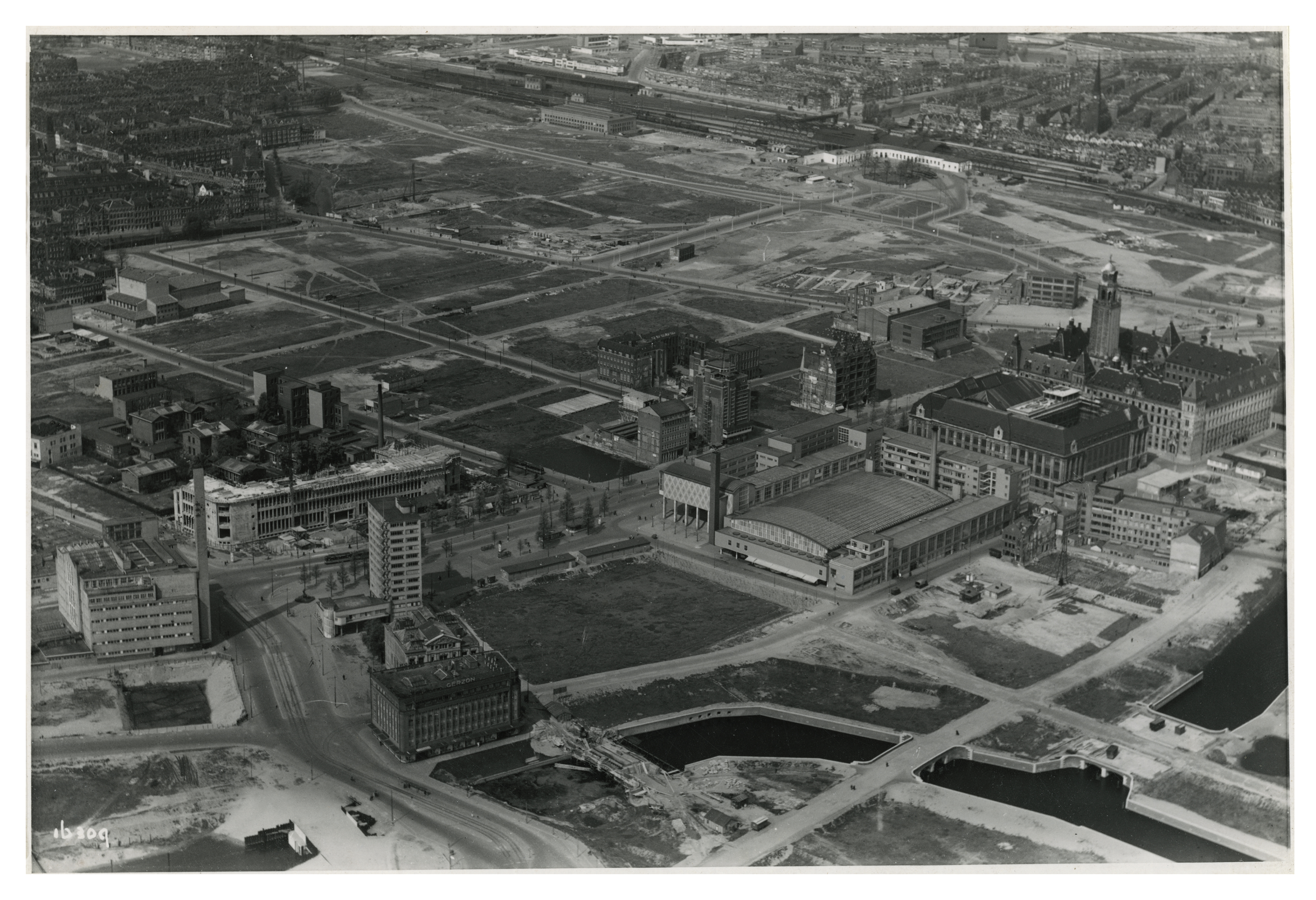
In 1945, bij de start van de wederopbouw
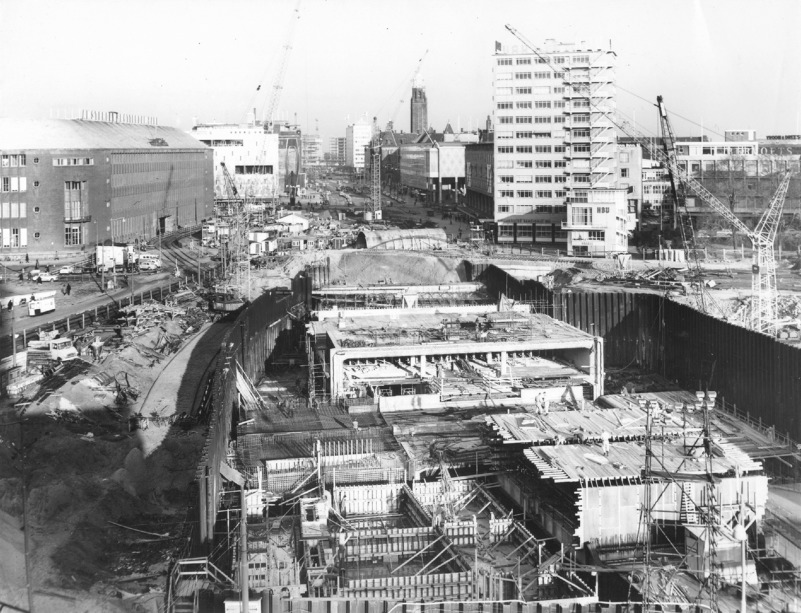
Te midden van de bouw van de Rotterdamse metro in 1966
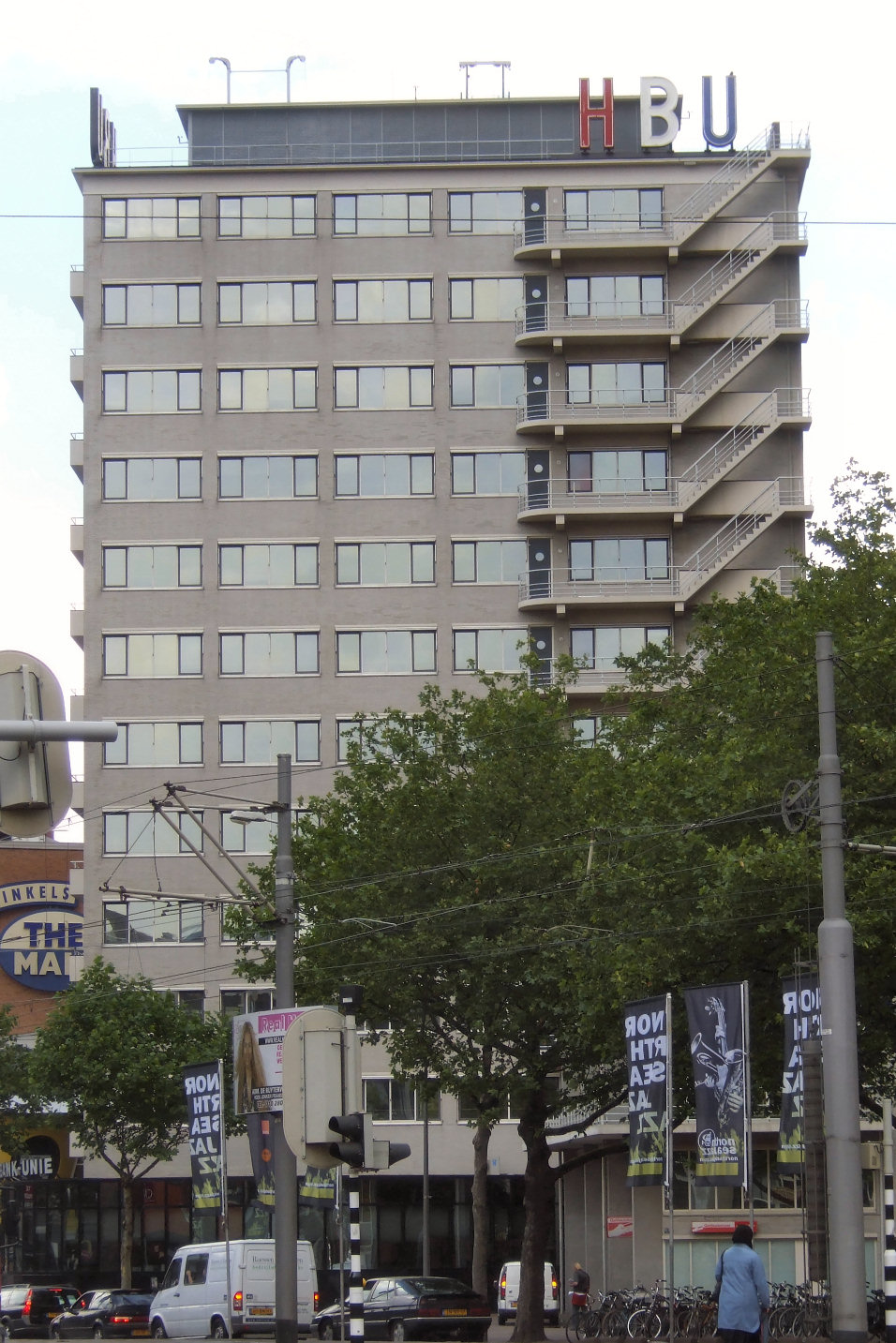
Het gebouw in 2007
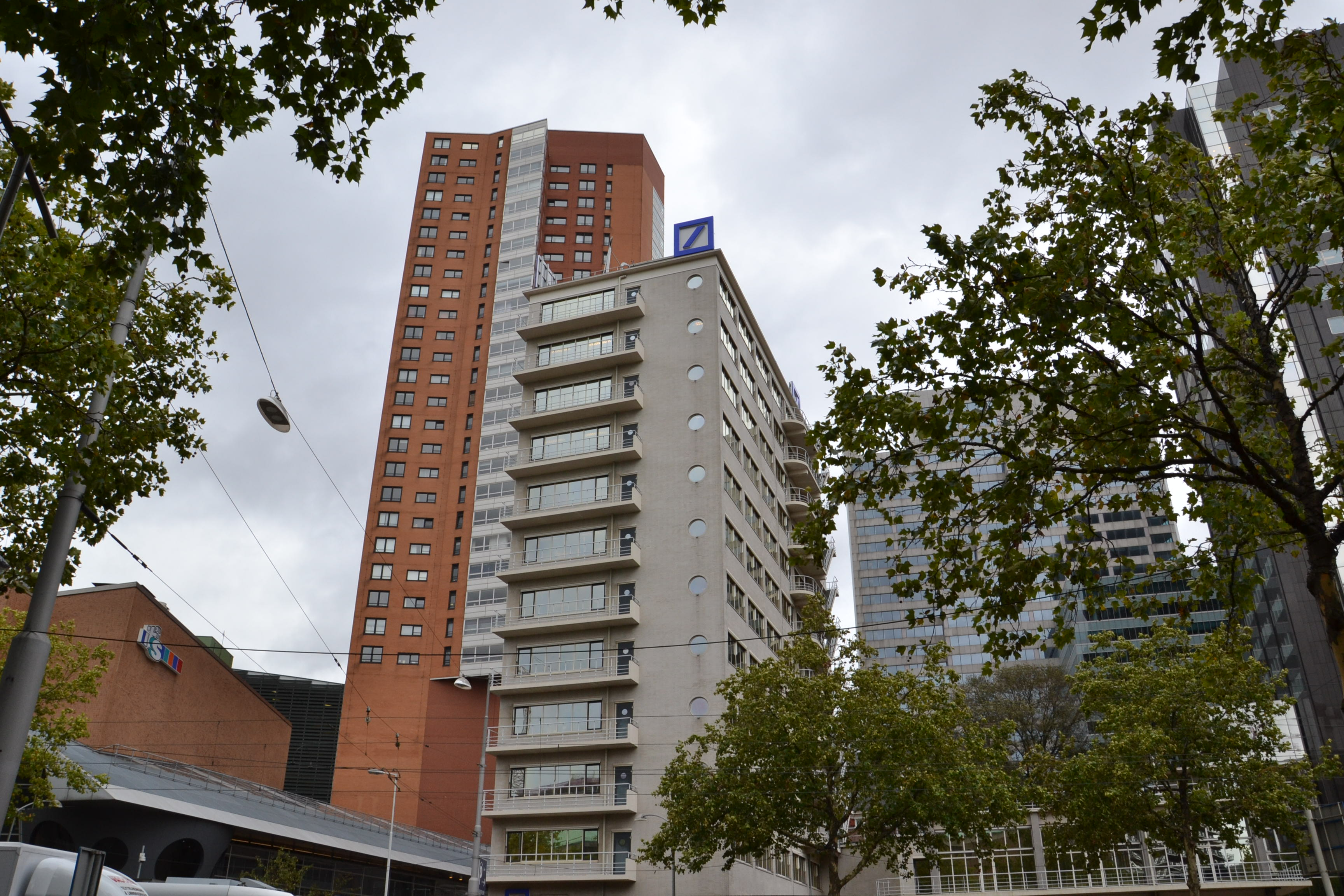
Een nieuw logo van de Deutsche Bank op het dak (2011)
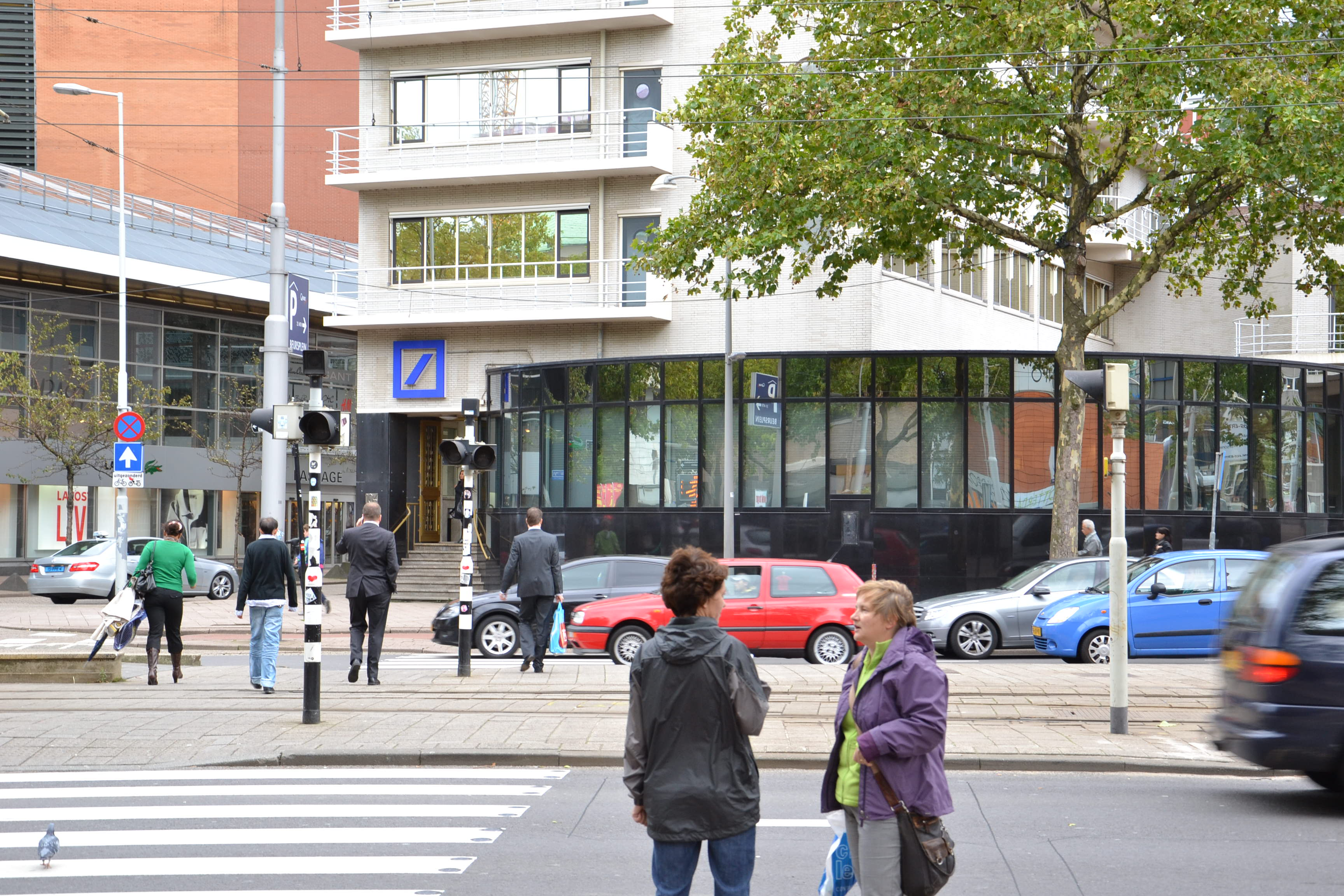
De onderbouw (2011)
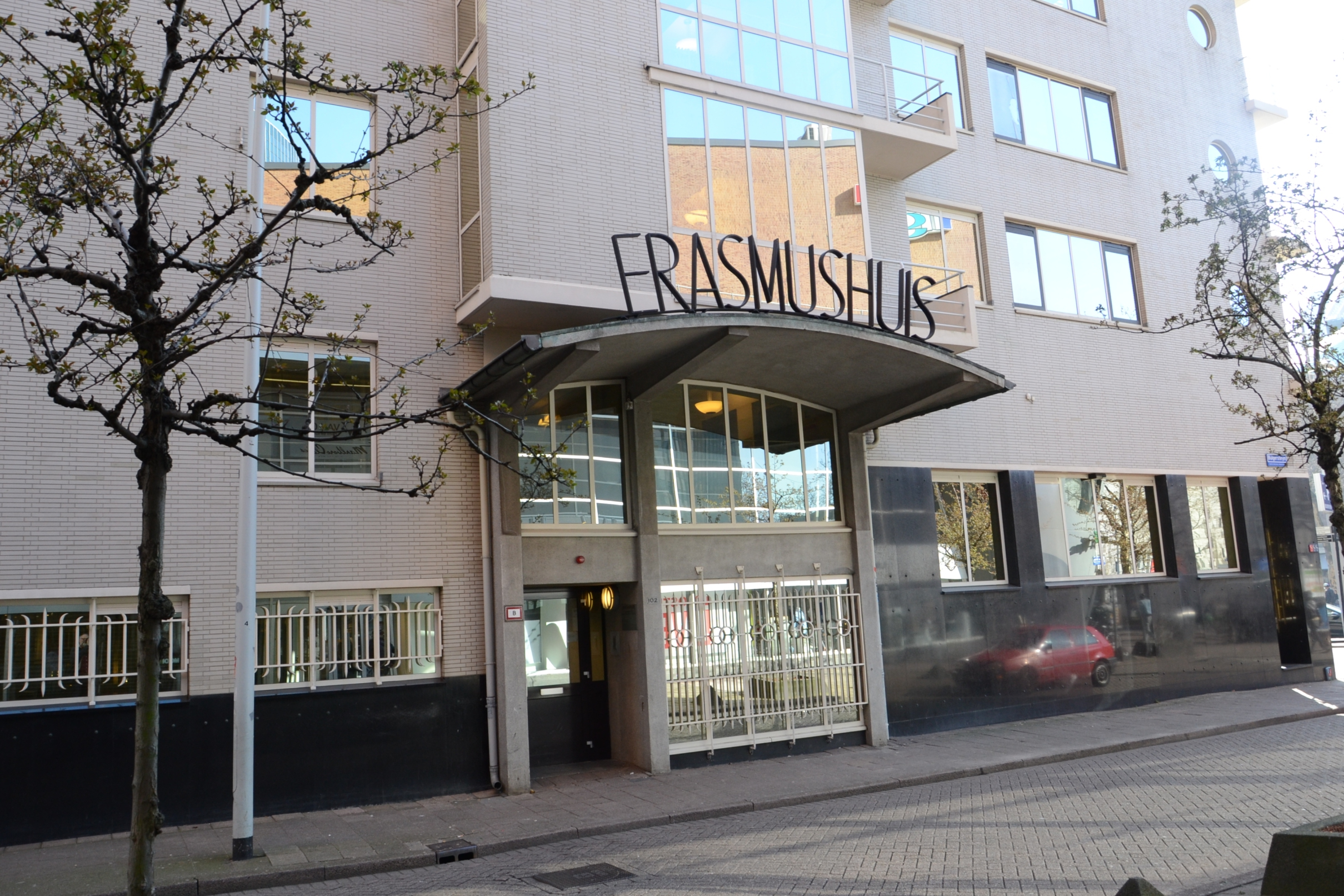
De (personeels-)ingang aan het Bulgersteyn (2012)
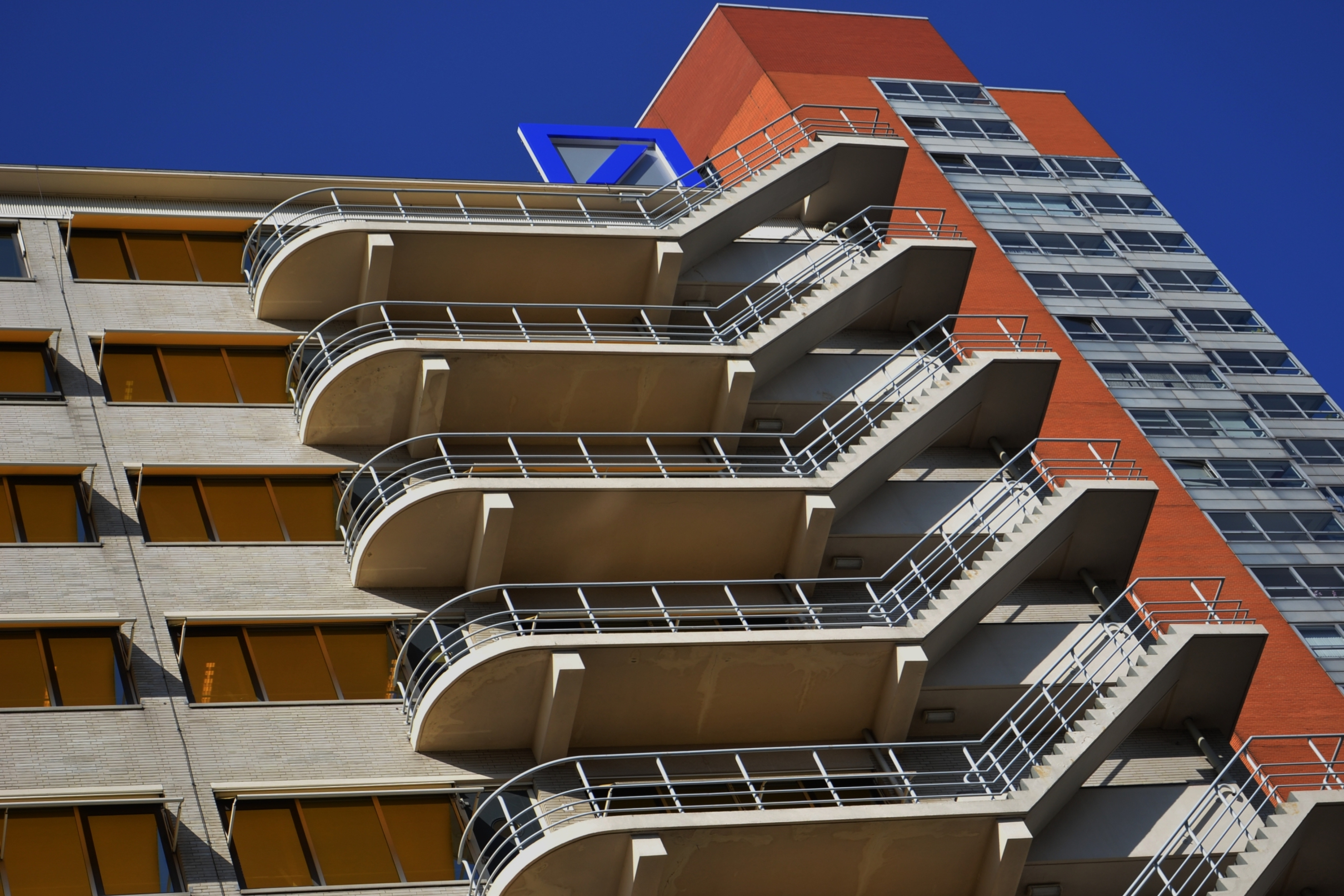
Het trappenhuis (2012)